# In the Beginning (álbum)
In the Beginning (traducido como En el comienzo) es el sexto álbum de estudio de la banda de hardcore punk neoyorkina Cro-Mags. Fue lanzado el 19 de junio de 2020, por Mission Two Entertainment, como descarga digital, vinilo 12", CD y casete. Además, el sello Arising Empire estrenó una edición exclusiva para Alemania en vinilo.
Esta entrega marca el primer álbum de la banda en dos décadas. A su vez, vio a tres cuartos de sus miembros en la alineación de Revenge: Harley Flanagan, Rocky George, y Garry "G-Man" Sullivan.
Las grabaciones de In the Beginning comenzaron en junio del 2019, junto al productor Arthur Riz. En base a su sonido, fue descrito –en palabras de Flanagan– como "Si Metallica conociera a Minor Threat". Fue registrado en cinco estudios distintos: "Portrait Recording", "Stompbox", "Dyckman Label Studio", "The Flanagan Compound", y "Renzo Gracie Academy NYC".

## Recepción
Exclaim! elogió el álbum, agregando: "un verdadero placer verlos reafirmar ese legado, demostrando que no han envejecido demasiado para esto (...) ni han perdido nada de su fuego". Punknews.org le otorgó al álbum 4,5 estrellas, calificándolo como "un bello arte".

## Listado de canciones
| N.º | Título                | Duración |  |
| 1.  | «Don’t Give In»       | 3:01     |  |
| 2.  | «Drag You Under»      | 1:33     |  |
| 3.  | «No One’s Victim»     | 2:40     |  |
| 4.  | «From the Grave»      | 2:19     |  |
| 5.  | «No One’s Coming»     | 4:39     |  |
| 6.  | «PTSD»                | 3:31     |  |
| 7.  | «The Final Test»      | 3:24     |  |
| 8.  | «One Bad Direction»   | 2:13     |  |
| 9.  | «Two Hours»           | 2:25     |  |
| 10. | «Don't Talk About It» | 2:09     |  |
| 11. | «Between Wars»        | 5:50     |  |
| 12. | «No Turning Back»     | 2:20     |  |
| 13. | «There Was a Time»    | 2:26     |  |

## Créditos
| Banda - Harley Flanagan – voces, bajo, producción - Gabby Abularach – guitarras - Rocky George – guitarras, coros - Garry Sullivan – batería, percusión Invitados - Carlos "Lamont" Cooper – cello - Phil Campbell – guitarras - Reilly – coros - Harley Karsten Flanagan – coros - Jonah Odin Flanagan – coros | Producción - John Ferrara – grabación - Brian Joya – grabación - Arthur Rizk – producción, mezcla, masterización - Todd Campbell – ingeniero de sonido adicional - Brandon Chase – diseño, layout - Laura Lee Flanagan – fotografía - Balazs Szabo – fotografía - Brooke Smith-Lubensky – fotografía - Steve Butcher – fotografía |